# Паласиос, Рикардо
Рикардо Паласиос (исп. Ricardo Palacios, настоящее имя Рикардо Лопес-Нуньо Диес исп. Ricardo López-Nuño Díez; 2 марта 1940, Рейноса, Кантабрия — 11 февраля 2015, Мадрид), испанский актёр, режиссёр и сценарист.

## Карьера
Окончил Школу кинематографии в Мадриде по актёрской и режиссёрской специальностям. В первых фильмах указан как Нуну Рикарду Лопес. В 1960—1970-х годах актёр много снимался в фильмах совместного производства, снятых в Испании, как правило спагетти-вестернах.
Продолжительным и плодотворным было его сотрудничество с мадридским режиссёром Хесусом Франко, у которого он снялся в фильмах: Cartas boca arriba, Fu-Manchú y el beso de la muerte, Camino solitario, Juego sucio en Casablanca и Sola ante el terror.
Как актёр появился более чем в 150 кинофильмах и телевизионных фильмах. Как режиссёр, поставил картину ¡Biba la banda! (1987), комедию, разворачивающуюся на фоне Гражданской войны в Испании с Альфредо Ландой в главной роли. На телевидении в 1997 году делал сериал La banda de Pérez.

### Смерть
Скончался 11 февраля 2015 года от сердечной недостаточности, в больнице, где провёл более месяца.

## Избранная фильмография

### Актёр
- Poly (1961) (serie de TV)
- Tengo 17 años (1964)
- 6 фильмов, которые не дадут вам уснуть (1965-1966) (TV)
- На несколько долларов больше, Серджо Леоне (1965) (в титрах не указан)
- Доктор Живаго (1965) (в титрах не указан)
- Cartas boca arriba, Хесус Франко (1966)
- Возвращение великолепной семёрки,  Бёрт Кеннеди (1966)
- Хороший, плохой, злой, Серджо Леоне (1966) (в титрах не указан)
- Historia de la frivolidad (1967) (TV)
- Цена жизни, Еухенио Мартин (1967)
- Dinamita Joe, Антонио Мархерити (1967)
- Cervantes, Винсент Шерман (1967)
- Los siete de Pancho Villa, Хосе Мария Элорриета (1967)
- Дни ярости, Тонино Валерии (1967) (в титрах не указан)
- Fu-Manchú y el beso de la muerte, Хесус Франко (1968)
- Flor salvaje, Хавиер Сето (1968)
- Однажды на Диком Западе, Серджо Леоне (1968) (в титрах не указан)
- La batalla del último panzer (1969)
- ¡Viva América! (1969)
- El cóndor, Джон Гиллермин (1970)
- Capitán Apache, Александер Зингер (1971)
- Nada menos que todo un hombre, Рафаэль Хиль (1971)
- El sobre verde (1971)
- Belleza negra, Джеймс Хилл (1971)
- Orgullo de estirpe (1971)
- La Araucana (película), Хулио Коль (1971)
- El hombre de Río Malo, Еухенио Мартин (1971)
- Сократ, Роберто Росселлини (1971)
- Diabólica malicia, Андреа Бьянки (1972)
- Los fabulosos de Trinidad, Игнасио Ф. Икино (1972)
- Un hombre llamado Noon, Петер Коллинсон (1973)
- Ninguno de los tres se llamaba Trinidad, Педро Луис Рамирес (1973)
- Dick Turpin, Фернандо Мерино (1974)
- El kárate, el colt y el impostor, Антонио Мархерити (1974) (в титрах не указан)
- Tres forajidos y un pistolero, Рихард Флейшер (1974)
- La llamada del lobo, Джанфранко Бальданелло (1975)
- Por la senda más dura, Антонио Мархерити (1975)
- Más allá del deseo (1976)
- Último deseo, Леон Климовски (1976)
- Del amor y de la muerte (1977)
- Uno del millón de muertos (1977)
- Viaje al centro de la tierra, Хуан Пикер Симон (1976)
- A la Legión le gustan las mujeres (...y a las mujeres les gusta la Legión), Рафаэль Хиль (1976)
- La perla negra (1977)
- Nido de viudas (1977)
- Los cántabros, Хасинто Молина (1980)
- Tú estas loco, Briones, Хавьер Магуа (1980)
- ...Y al tercer año, resucitó, Рафаэль Хиль (1980)
- Tierra de rastrojos, Антонио Гонсало (1980)
- El carnaval de las bestias, Хасинто Молина (1980)
- Hijos de papá, Рафаэль Хиль (1980)
- El retorno del Hombre-Lobo, Хасинто Молина (1981)
- Carrera salvaje, Антонио Мархерити (1981)
- Verano azul, Антонио Мерсеро (1981)
- Freddy, el croupier, Альваро Саэнс де Эридиа (1982)
- Buscando a Perico, Антонио дель Реаль (1982)
- Las autonosuyas, Рафаэль Хиль (1983)
- Y del seguro... líbranos Señor! Антонио дель Реаль  (1983)
- Los blues de la calle Pop (Aventuras de Felipe Malboro, volumen 8), Хесус Франко(1983)
- USA, violación y venganza, Хосе Луис Мерино (1983)
- Camino solitario, Хесус Франко (1984)
- Leviatán (Monster Dog) (1984)
- Juego sucio en Casablanca, Хесус Франко (1985)
- El caballero del dragón, Фернандо Коломо (1985)
- Lulú de noche (1986)
- Sola ante el terror, Хесус Франко (1986)
- Clase media (1987) (serie de TV)
- Cómicos (1987) (serie de TV)
- ¡Biba la banda! Рикардо Паласиос (1987)
- El pecador impecable, Аугусто Мартинес Торрес (1987)
- El Lute: camina o revienta, Висенте Аранда (1987)
- Esa cosa con plumas, Оскар Ладойер (1988)
- Bajarse al moro, Фернандо Коломо (1989)
- El regreso de los mosqueteros, Ричард Лестер (1989)
- Las cosas del querer (1989)
- Eva y Adán, agencia matrimonial (1990) (телесериал)
- El rescate del talismán (1991) (TV)
- Aquí hay negocio (1995) (телесериал)
- Un dólar por los muertos (1998) (телевизионный ролик)
- Antivicio (2001) (телесериал)
- Héroes de cartón (2001)
- La marcha verde, Хосе Луис Гарсиа Санчес (2002)

### Режиссёр
- Mi conejo es el mejor (1982)
- ¡Biba la banda! (1987)
- Crónicas urbanas (1991) (телесериал)
- La banda de Pérez (1997) (телесериал)

### Сценарист
- Dick Turpin (1974)
- Mi conejo es el mejor (1982)
- ¡Biba la banda! (1987)
- Habitación 503 (1993) (телесериал)
- Serie negra, episodio La sombra del delator (1994) (телесериал)
- La banda de Pérez (1997) (телесериал)